# Verne Gagne
Pour les articles homonymes, voir Gagne.
Laverne Clarence Gagne (né le 26 février 1926 et mort le 27 avril 2015), plus connu sous le nom de Verne Gagne, est un joueur de football américain, un catcheur (lutteur professionnel), ainsi qu'un promoteur et un entraîneur de catch américain.
Il est champion de lutte universitaire et joueur de l'équipe de football américain, il refuse un contrat pour jouer chez les Bears de Chicago après avoir été choisi au cours du repêchage de la NFL de 1947 (en). il continue sa carrière de lutteur dans la catégorie des poids lourds légers et est remplaçant lors des Jeux olympiques d'été de 1948 à Londres.
C'est en 1949 qu'il devient catcheur et obtient un certain succès en étant notamment champion du monde poids lourd junior de la National Wrestling Alliance (NWA) ainsi que champion du monde poids lourd de la NWA (verson Omaha). À la fin des années 1950, les promoteurs du Minnesota et du Midwest demandent que Gagne soit le nouveau champion du monde poids lourds de la NWA sans succès.
Gagne et Wally Karbo rachètent le Minneapolis Boxing & Wrestling Club et en change le nom pour American Wrestling Association (AWA). Il est alors le catcheur vedette de l'AWA remportant à 10 reprises le championnat du monde poids lourd en plus d'être quadruple champion du monde par équipes de l'AWA avec Moose Evans, The Crusher, Billy Robinson et enfin Mad Dog Vachon. Il est aussi entraineur de catch et forme notamment Ric Flair, l'Iron Sheik et Ricky Steamboat.

## Jeunesse
Gagne grandit dans une ferme du Minnesota qu'il quitte à 14 ans après la mort de sa mère. Il étudie au lycée de Robbinsdale où il fait partie de l'équipe de baseball, de lutte et de football américain. Il devient notamment champion du Minnesota de lutte dans la catégorie et fait aussi partie de l'équipe de football All State du Minnesota. Il s'engage dans la Navy et fait partie de l'Underwater Demolition Team durant la Seconde Guerre mondiale. Une fois démobilisé, il obtient une bourse universitaire et rejoint l'université du Minnesota où il continue la lutte et le football. Il se distingue encore une fois comme lutteur en remportant le championnat universitaire en 1948 et 1949. Il fait aussi partie de l'équipe de lutte qui participe aux Jeux olympiques d'été de 1948 à Londres en tant que remplaçant d'Henry Wittenberg.

## National Football League

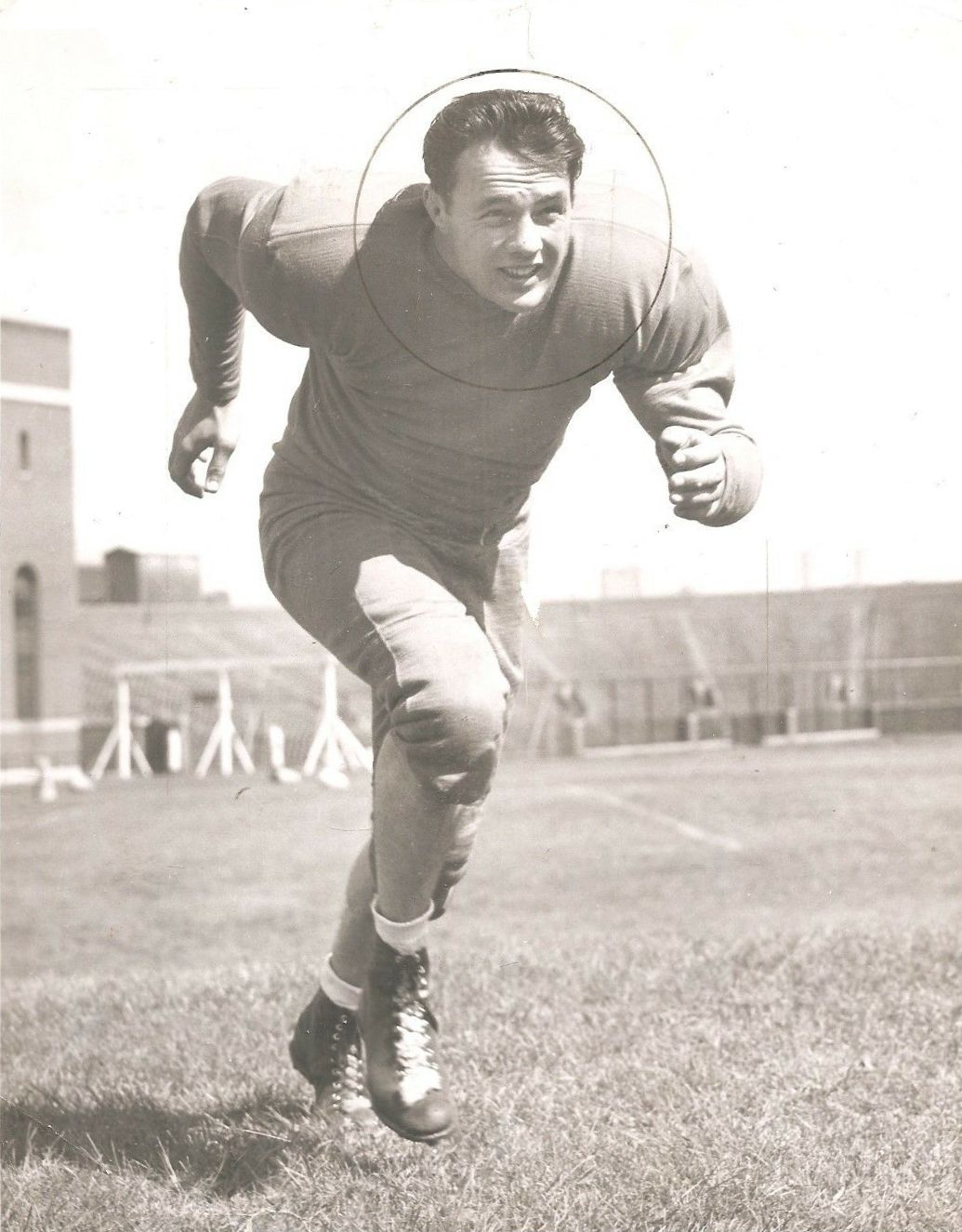
Verne Gagne en 1946 jouant au football américain.

Verne Gagne rejoint la National Football League (NFL) peu de temps après avoir été choisi par les Bears de Chicago au 16e tour (145e choix) de la draft NFL de 1947. George Halas, le propriétaire des Bears, ne souhaite pas que Gagne continue de faire des combats de catch et il quitte l'équipe à la suite d'une dispute sur son salaire.
L'année suivante, il s'engage avec les Packers de Green Bay et joue trois matchs d'avant saison mais le propriétaire des Packers le renvoie.

## Carrière de catcheur

### Débuts (1949-1961)
Gagne commence sa carrière de catcheur dans le Minnesota le 3 mai 1949 et affronte Abe Kashey,. Il part ensuite au Texas où il remporte à deux reprises le championnat poids lourd du Texas de la National Wrestling Alliance. Son premier règne commence le 16 décembre après sa victoire sur Sonny Myers en finale d'un tournoi et s'arrête le 13 janvier 1950 quand il perd face à Danny McShain,. Il est à nouveau champion quand il met fin au règne de Miguel Guzman le 8 septembre 1950 dans un match au meilleur des trois tombés et perd ce titre face à Rito Romero le 27 octobre 1950,.
Il va ensuite à la NWA Tri-State, une fédération qui couvre l'Oklahoma, l'Arkansas et la Louisiane. Dans cette fédération, il devient champion du monde poids lourd junior de la NWA après sa victoire sur Sonny Myers. Il conserve ce titre jusqu'à sa défaite face à Danny McShain le 19 novembre 1951.

## Hall of Fame
En avril 2006, Verne Gagne est introduit au WWE Hall of Fame par son fils, Greg Gagne. Il est l'un des six catcheurs à faire partie du WWE Hall of Fame, du WCW Hall of Fame, du Pro Wrestling Hall of Fame, et du Wrestling Observer Hall of Fame.

## Palmarès

### En catch
- Cauliflower Alley Club
  - Lou Thesz Award (2006)

- International Pro Wrestling
  - IWA World Heavyweight Championship (1 fois)

- NWA Chicago
  - NWA United States Heavyweight Championship (Chicago version) (2 fois)[16]
  - NWA World Tag Team Championship (Chicago version) (1 fois) – avec Edouard Carpentier[17]

- NWA Minneapolis Wrestling and Boxing Club / American Wrestling Association
  - AWA World Heavyweight Championship (10 fois)[18]
  - AWA World Tag Team Championship (4 fois) – avec Moose Evans (1), The Crusher (1), Billy Robinson (1), et Mad Dog Vachon (1)[19]
  - NWA World Tag Team Championship (Minneapolis version) (4 fois) – avec Bronko Nagurski (1), Leo Nomellini (2), et Butch Levy (1)[20]
  - World Heavyweight Championship (Omaha version) (1 fois)
- NWA Tri-State
  - NWA World Junior Heavyweight Championship (1 fois)[21]

- Omaha, Nebraska
  - World Heavyweight Championship (Omaha version) (4 fois)[22]

- Pro Wrestling Illustrated
  - PWI Stanley Weston Award (1986)
  - Classé #158 du top 500 des meilleurs catcheurs en solo des PWI Years en 2003

- Professional Wrestling Hall of Fame
  - Promotion 2004[23]

- Southwest Sports, Inc.
  - NWA Texas Heavyweight Championship (2 fois)[24]
  - NWA World Tag Team Championship (Texas version) (1 fois) – avec Wilbur Snyder[25]

- World Championship Wrestling
  - WCW Hall of Fame (Promotion 1993)[26]

- World Wrestling Entertainment
  - WWE Hall of Fame (Promotion 2006)[27]

- Wrestling Observer Newsletter awards
  - Wrestling Observer Hall of Fame (Promotion 1996)

### En lutte
- Amateur Athletic Union
  - Northwestern AAU Championship (1942)
  - National AAU Championship (1948, 1949)

- Big Ten Conference
  - Big Ten Conference Championship (1944, 1947, 1948)

- Minnesota State High School League
  - Minnesota State Championship (1943)

- National Collegiate Athletic Association
  - NCAA Championship (1948, 1949)

- Jeux olympiques
  - Membre de l'équipe Olympique des États-Unis en 1948[28].

## Carrière d'entraîneur
Verne a entraîné de nombreux catcheurs catcheurs dont :
- Gene Anderson (en)
- Lars Anderson (en)
- Ole Anderson
- Ludvig Borga
- Bob Brown (en)
- Jim Brunzell
- Paul Ellering
- Ric Flair
- Greg Gagne (en)
- Curt Hennig
- Larry Hennig
- Iron Sheik
- Bill Irwin (en)
- Scott Irwin (en)
- Blackjack Mulligan
- Scott Norton
- Ken Patera
- Brad Rheingans (en)
- Buddy Rose
- Sgt. Slaughter
- Jimmy Snuka
- Ricky Steamboat